# 萬谷法英
萬谷 法英（まんたに のりひで、1974年12月2日 - ）は日本のミュージカル俳優。福井県越前市出身。株式会社アービング所属。

## 略歴
1997年から俳優として活動を開始。英国ANGRO WORLD EDUCATION[原文ママ]での留学を経験した後にミュージカル座に入団。現在は退団している。

## 人物
ミュージカル座に所属していた経歴があるが、2005年に退団。その後も客演として『RANGER レンジャー』や『月に歌えば』、『ハートスートラ』、『ひめゆり』など多数のミュージカル座作品に出演している。
代表的な役であるテナルディエ役について、当時の演出家から「お笑いにしないで、悪の部分を全面に出してくれ」と指導され、意識して演じていた。
特技はダンスであり、バレエもそのうちの一つ。しかし2020年の時点では全力でバレエを踊る機会が無いと判断し、不必要な筋肉がつくため控えていたランニングを開始している。
実家は出身地である越前市の老舗旅館、赤星亭。6人兄弟の末子であり兄姉とは異父兄弟。

## 出演作品

### 舞台
※2014年以降
- ミス・サイゴン（2014年）
- ブラウニング・バージョン（2014年）
- レ・ミゼラブル（2015年）‐テナルディエ 役
- 口笛は誰でも吹ける（2015年）
- BAR KING&QUEEN（2016年）
- ヴェローナ物語（2016年）‐ドン・ジュアン 役
- 大人（2016年）
- FRAG ～新撰組 Symphony of Destruction～（2016年）‐近藤周助 役
- Ⅹ 恋 ～koi～（2016年）
- RANGER レンジャー（2016年）‐イエロー 役
- 月に歌えば（2016年）
- 風雲新撰組～熱誠～（2017年）‐榎本武揚 役
- ハートスートラ（六行会ホール、2017年4月12～18日）‐玄奘三蔵 役、他[8]
- アイ・ハヴ・ア・ドリーム（2017年）‐マイク 役
- Homemade Fusion（2017年）
- ピーターパン（2017年）‐チェッコ 役
- 結婚行進曲（2017年）
- アリス（2017年）
- スター誕生（2018年）
- 冬物語（2018年）‐オートリカス 役
- Suicide Party（すみだパークスタジオ倉、2018年3月14～19日）
- タイム・フライズ（IMAホール、2018年4月26～29日）‐中丸修 役
- タイムトラベラー（IMAホール、2018年6月7～11日）-男性キャスト[9]
- ミュージカルピーターパン（2018年）‐スミー 役
  - ミュージカルピーターパン（彩の国さいたま芸術劇場大ホール、7月21日～28日/カルッツかわさき、8月2日～5日/御園座、8月13日～15日/梅田芸術劇場メインホール、8月18日/オーバード・ホール、8月24日～25日/すべて2019年）‐スミー 役
- TOP HAT（東急シアターオーブ、11月5日～25日/梅田芸術劇場メインホール、12月1日～５日/すべて2018年）-モーリス 役、他
- 不思議なラヴ・ストーリー（中目黒キンケロ・シアター、2019年1月9～14日）星組-ジム 役
- 何処へ行く（シアター1010、2019年3月7日～11日）月組‐キロン 役
- キツネたちが円舞る夜（WEEKEND GARAGE TOKYO、2019年4月19日～27日）
- POWER-第二章-革命（品川きゅりあん大ホール、2019年9月11日）-スロ 役[10]
- 忍たま乱太郎 (ミュージカル)第10弾再演（東京ドームシティ シアターＧロッソ、10月14日～27日/あましんアルカイックホール、11月8日～10日/すべて2019年）‐海松万寿烏 役
- スクルージ（日生劇場、2019年12月8日～25日）‐ビセット 役、他[11]
- 忍たま乱太郎（ミュージカル）第10弾忍術学園学園祭（舞浜アンフィシアター、2020年1月10日～13日/クールジャパンパークWWホール、2020年1月17日～19日）‐海松万寿烏 役
- Angry 12 2020（DDD青山クロスシアター、2020年2月19日～23日）Amethyst‐陪審員長 役
- ひめゆり（戸田市文化会館大ホール、2021年7月9～13日）星組‐神谷先生 役
- ナイツ・テイルー騎士物語ー（梅田芸術劇場メインホール、9月13日～30日※7日～12日公演は新型コロナウイルスにより中止[12]/帝国劇場、10月6日～11月7日/博多座、11月13日～29日/すべて2021年）‐ヴァレリウス 役、他[13]
- カンボジアの夢（五反田文化センター音楽ホール、2022年1月10日）‐フン 役[14]
- ルルドの奇跡（IMAホール、2022年2月24～27日）月組-ブーリエット 役、星組-ジャコメ署長 役[15]
- 櫻の國の傳説（シアターグリーンBIG TREE THEATER、2022年4月20～24日）-亀田三郎 役[16]
- ミス・サイゴン（帝国劇場、2022年7月29日～8月31日※7月24日～28日公演、30日13時公演、8月22日～24日公演は中止[17]／梅田芸術劇場メインホール、9月9日～19日[18]※10日公演は本人貧血のため休演／愛知県芸術劇場大ホール、9月23日～26日／まつもと市民芸術館、9月30日～10月2日／札幌文化芸術劇場、10月7日～10日／オーバード・ホール、10月15日～17日／博多座、10月21日～31日／アクトシティ浜松大ホール、11月4日～6日／ウェスタ川越大ホール、11月11日～13日）-クラブオーナー 役、他[19]
- 映画の都（博品館劇場、2022年12月7日～11日）-アラン・アシュフォード 役[20]
- スター誕生（中目黒キンケロシアター、2023年1月25日～29日）月組-松沼先生 役[21]
- ジェーン・エア（2023年3月、東京・東京芸術劇場 プレイハウス / 4月、大阪・梅田芸術劇場 シアター・ドラマシティ）[22]
- ゴーストミュージカル（2023年7月5日～9日、あうるすぽっと）月組‐おじいさん 役[23]
- 舞台 千と千尋の神隠し（2023年8月、御園座）[24]
  - 舞台 千と千尋の神隠しSpirited Away（帝国劇場、2024年3月11日～30日）湯屋組-玄関蛙 役、他／釜爺 役※3月29日昼公演のみ[25]
  - 舞台 千と千尋の神隠しSpirited Away（ロンドンコロシアム、2024年5月 - 7月）玄関蛙 役、他／釜爺 役アンダースタディ[26]
  - 舞台 千と千尋の神隠しSpirited Away（上海公演、2025年7月 - 8月）玄関蛙 役、他／釜爺 役アンダースタディ[27]
- ブラッククローバー the stage（シアター1010、2023年9月14日～18日／KAAT、2023年9月22日～24日）-ロータス・フーモルト 役[28]
- すずらん通りの青い鳥（六行会シアター、2023年11月1日～5日）-ゴンゾウ 役[29]
- 僕と彼女と物憂げな傘（自由が丘プラス南口店、2023年11月25～26日）-ゲスト
- サイト（六行会シアター、2024年1月17日～21日）月組-ひきこもり王 役、星組-笑う旅人 役[30]
- ながめせしまに茶の湯でも（自由が丘プラス南口店、2024年9月28～29日）-ゲスト
- ハーモニー（新宿シアターモリエール、2024年10月31日～11月4日）月組-副島護 役
- ケイン＆アベル（東急シアターオーブ、2025年1月22日～2月16日／新歌舞伎座、2月23日～3月2日）アンサンブル[31]
- ツミとバツ（すみだパークシアター倉、2025年4月～）
- あの鐘の音と共に -THE BELL 2025-（あうるすぽっと、2025年10月4日～12日〈予定〉） - ジェームズ 役[32]

### 主宰ユニットでの活動（舞台・ライブ）
- 絶倫マリー[33]
  - 2011年3月17～21日に初回演目『Musical Complex Party』をアトリエフォンテーヌにて公演[34]
  - PROJECT HIPと共同し2012年4月『CHRIST～クライスト～』を六行会ホールにて公演
- O・JI・N
  - 2013年12月20日に『O・JI・N　ファーストライブ』を江古田バディにて公演[35]

### ライブ
- Shiina and Hana with...? Vol.2（Cafe & Diner Offza、2022年11月27日）
- ビエンナーレ's ミュージカルセレクションライブ『ラプソディ』（Cafe & Diner Offza、2022年12月31日、2023年1月1日）[36]

### CD
- アイ・ハヴ・ア・ドリーム（1999年）-マイク 役
- ゴーストミュージカル（2000年）‐ハロルド・グリーン 役[37]
- ルルドの奇跡（2001年）
- レ・ミゼラブル（2003年公演キャスト版、バルジャン役 山口祐一郎version）‐アンサンブル（プルベール、他）

- レ・ミゼラブル（2003年公演キャスト版、バルジャン役 別所哲也version）‐アンサンブル（プルベール、他）

### DVD
- TUFFSTUFFプロデュース「FRAG－新撰組 Symphony of Destruction－」（六行会ホール、2016年）‐近藤周助 役
- 劇団TipTapオリジナルミュージカル「SUICIDE PARTY」（すみだパークスタジオ倉、2018年）REDチーム[38]

- ミュージカル忍たま乱太郎「第10弾再演～これぞ忍者の大運動会だ！」（シアターGロッソ、2019年）‐海松万寿烏 役[39]

### Blu-ray
- 劇団TipTapオリジナルミュージカル「SUICIDE PARTY」（すみだパークスタジオ倉、2018年）REDチーム[40]
- ミュージカル忍たま乱太郎「第10弾忍術学園学園祭2020」（舞浜アンフィシアター、2020年）‐海松万寿烏 役

### ナレーション
- 高野山アーカイブ～密教・仏教に関する歴史的文書のデジタルアーカイブ化（2017年）[41]

### 生配信シネマ
- 妖怪愛艶奇縁（中目黒トライ、2021年3月24日～26日）-荒鬼 役

## 受賞歴
- 第30回菊田一夫演劇賞 演劇大賞（2004年、「ミス・サイゴン」スタッフ・出演者一同として）[42]

- 第39回菊田一夫演劇賞 演劇大賞（2013年、「レ・ミゼラブル」スタッフ・出演者一同として）[43]